# Paul Brenneker
Paul Brenneker (Venlo, 7 mei 1912 – Willemstad, 7 februari 1996) was een Nederlands missionaris, volkenkundige en beeldend kunstenaar. 
Brenneker werd in 1932 lid van de Dominicanen en werd op 25 juli 1937 tot priester gewijd. In 1939 kwam hij naar Curaçao. Van 1940 tot 1946 was hij kapelaan van de parochie Kralendijk op Bonaire. Hierna was hij pastoor in Marigot op het Franse gedeelte van Sint-Maarten. In 1953 werd Brenneker geestelijk begeleider op Rustoord, de psychiatrische instelling op Curaçao.
Daar groeit zijn belangstelling voor de geschiedenis, cultuur, tradities en de natuur van de Benedenwindse Eilanden. Samen met zijn vriend, dichter, schrijver, beeldend kunstenaar en archeoloog Elis Juliana verzamelde Brenneker allerlei mogelijke bronnen om de cultuur en geschiedenis zoveel als mogelijk vast te leggen. Een belangrijk deel van deze verzameling is onder gebracht bij het NAAM (National Archaeological and Anthropological Memory Management Foundation) in Willemstad. 
Brenneker is de samensteller en publicist van de boekenreeks "Sambumbu". Een (in originele vorm) tiendelige reeks over de volkenkunde van Aruba, Bonaire en Curaçao. Ook publiceerde hij over het papiaments en de folklore op de eilanden. Brenneker tekende prenten die onder andere gepubliceerd werden in Amigoe. 
Hij werd in 1976 onderscheiden met de Cola Debrotprijs. Brenneker was gedecoreerd tot Ridder in de Orde van Oranje-Nassau en kreeg in 1992 de prijs van het Johan Borgman Fonds.
Sedert 2020 is Paul Brenneker, tezamen met Elis Juliana, opgenomen in een van de vijftig vensters van de Canon van Curaçao als zijnde de pioniers op het gebied van cultureel erfgoed, met name wat betreft het verzamelen en documenteren van informatie en kennis van ouderen.